# Liste der Kulturdenkmäler in Arnshöfen
In der Liste der Kulturdenkmäler in Arnshöfen sind alle Kulturdenkmäler der rheinland-pfälzischen Ortsgemeinde Arnshöfen aufgeführt. Grundlage ist die Denkmalliste des Landes Rheinland-Pfalz (Stand: 21. Dezember 2023).

## Einzeldenkmäler
| Bezeichnung | Lage                | Baujahr                           | Beschreibung                                                        | Bild            |
| ----------- | ------------------- | --------------------------------- | ------------------------------------------------------------------- | --------------- |
| Wohnhaus    | Hauptstraße 14 Lage | erste Hälfte des 19. Jahrhunderts | Fachwerkhaus, teilweise verputzt, erste Hälfte des 19. Jahrhunderts | Fotos hochladen |